# Grafschaft Arlon
Die Grafschaft Arlon, später Markgrafschaft von Arlon, mit dem Hauptort Arlon lag in der heutigen belgischen Provinz Luxemburg. Sie bestand im 10. bis 12. Jahrhundert und ging später an die Luxemburger Linie des Hauses Limburg-Arlon und damit in der Grafschaft Luxemburg auf.

## Grafen von Arlon
- Heinrich, 950/963 bezeugt, † 6. Oktober … (Wigeriche)
- Konrad (* um 985; † 1032), vielleicht ein Sohn von Giselbert, Graf im Moselgau († 1004) (Wigeriche)[1]
- Walram I. (* um 972; † 1052), Graf von Arlon
- Walram II. (* um 998/1000; † vor 1082), 1052–1070 bezeugt, Graf von Arlon
- Heinrich I. (* um 1059; † 1119), Sohn oder Schwiegersohn Walrams II., 1083 Graf von Limburg, 1101–1106 Herzog von Niederlothringen (Haus Limburg-Arlon)
- Walram III. (* um 1085; † 1139), 1115–1119 Graf von Arlon, 1119 Graf von Limburg, 1128 Herzog von Niederlothringen
- Heinrich II. (* um 1111; † 1167), 1139 Graf von Arlon, 1140 Herzog von Limburg, Sohn Walrams III.
- Walram IV. (* 1180), Sohn Walrams III.
- Heinrich III. (* um 1140; † 1221), 1167 Herzog von Limburg und Graf von Arlon, Sohn Heinrichs II.